# American Horror Story: NYC
Truyện kinh dị Mỹ: Thành phố New York (tựa gốc: American Horror Story: NYC, hay American Horror Story: New York City) là mùa thứ 11 của sê-ri phim truyền hình kinh dị - Truyện kinh dị Mỹ (tựa gốc: American Horror Story) được sản xuất bởi Ryan Murphy và Brad Falchuk, và được dự tính sẽ công chiếu vào ngày 19 tháng 10 năm 2022. Vào ngày 29 tháng 9 năm 2022, tựa đề chính thức của mùa phim được công bố.
Nhiều diễn viên sẽ trở lại từ những mùa phim trước, bao gồm Billie Lourd, Isaac Cole Powell, Zachary Quinto, Sandra Bernhard, Patti LuPone, Denis O'Hare, Leslie Grossman, Rebecca Dayan, Nico Greetham, Dot Marie Jones cùng với những diễn viên mới bao gồm Charlie Carver, Joe Mantello và Russell Tovey.

## Diễn viên

### Vai chính
- Russell Tovey trong vai Patrick Read,[2] một thám tử đồng tính thuộc Sở Cảnh sát New York chưa công khai
- Joe Mantello trong vai Gino Barelli,[3] một nhà báo thuộc tờ New York Native và là người yêu của Patrick
- Billie Lourd trong vai bác sĩ Hannah Wells,[3] một nhà khoa học và bác sĩ phát hiện một chủng loại virus mới
- Denis O'Hare trong vai Henry Grant,[4] một khách quen của quán bar Brownstone và là sát thủ xã hội đen
- Charlie Carver trong vai Adam Carpenter,[3] một người đàn ông đồng tính cảm thấy phẫn nộ vì sự thờ ơ của cảnh sát

- Leslie Grossman trong vai Barbara Read,[2] một người phụ nữ đau khổ phải trải qua một quá trình ly hôn bi thảm
- Sandra Bernhard trong vai Fran,[3] một nhà hoạt động xã hội đồng tính nữ và là một thầy bói
- Isaac Powell trong vai Theo Graves,[3] một nhiếp ảnh gia cảm thấy hứng thú với những bức tranh kỳ cục
- Zachary Quinto trong vai Sam,[3] một người đàn ông ham mê tiệc tùng, là quản lý và bạn trai của Theo
- Patti LuPone trong vai Kathy Pizzaz,[3] một ca sĩ chuyên đi hát ở nhà tắm và là một ngôi sao Broadway cũ

### Vai phụ
- Jeff Hiller trong vai Whitely, một tên sát nhân hàng loạt có mục đích đáng sợ
- Rebecca Dayan trong vai Alana,[5] một quản lý của quán bar đồng tính đông đúc nhất ở thành phố New York

- Kal Penn trong vai cảnh sát trưởng Mac Marzara[5]
- Kyle Beltran trong vai Morris, một người đàn ông đồng tính thích tiệc tùng
- Matthew Bishop trong vai Big Daddy, một tay sát nhân đô con khiến người dân New York phải khiếp sợ, đặc biệt là người đồng tính
- Quei Tann trong vai Lita
- Clara McGregor trong vai KK, một nhà hoạt động xã hội đồng tính và là bạn gái của Fran
- Casey Thomas Brown trong vai Hans Henkes (được dựa trên nghệ sĩ biển diễn ngoài đời Klaus Nomi)
- Hale Appleman trong vai Daniel Kanowicz
- Gideon Glick trong vai Cameron Dietrich[6]
- Brian Ray Norris trong vai thám tử Mulcahey

### Khách mời
- Lee Aaron Rosen trong vai Thuyền trưởng Ross
- Jared Reinfeldt trong vai John "Sully" Sullivan
- Danny Garcia trong vai cảnh sát Manney
- Taylor Bloom trong vai Stewart
- Hannah Jane McMurray trong vai Shachath, thần Chết. Nhân vật này từng xuất hiện trong mùa thứ 2, Nhà điên và được đóng bởi Frances Conroy
- Sis trong vai Dunaway[7]

## Tập phim
| TT. tổng thể | TT. trong mùa phim | Tiêu đề                      | Đạo diễn       | Biên kịch                                | Ngày phát hành gốc   | Mã sản xuất | Người xem tại US (triệu) |
| ------------ | ------------------ | ---------------------------- | -------------- | ---------------------------------------- | -------------------- | ----------- | ------------------------ |
| 114          | 1                  | "Something's Coming"         | John J. Gray   | Ryan Murphy & Brad Falchuk               | 19 tháng 10 năm 2022 | BATS01      | 0.38                     |
| 115          | 2                  | "Thank You For Your Service" | Max Winkler    | Ned Martel & Charlie Carver & Manny Coto | 19 tháng 10 năm 2022 | BATS02      | 0.28                     |
| 116          | 3                  | "Smoke Signals"              | John J. Gray   | Brad Falchuk & Manny Coto                | 26 tháng 10 năm 2022 | BATS03      | 0.38                     |
| 117          | 4                  | "Black Out"                  | Jennifer Lynch | Ned Martel & Charlie Carver              | 26 tháng 10 năm 2022 | BATS04      | 0.28                     |
| 118          | 5                  | "Bad Fortune"                | Paris Barclay  | Our Lady J & Jennifer Salt               | 2 tháng 11 năm 2022  | BATS05      | 0.27                     |
| 119          | 6                  | "The Body"                   | John J. Gray   | Brad Falchuk & Manny Coto & Our Lady J   | 2 tháng 11 năm 2022  | BATS06      | 0.19                     |
| 120          | 7                  | "The Sentinel"               | Paris Barclay  | Our Lady J & Manny Coto                  | 9 tháng 11 năm 2022  | BATS07      | 0.27                     |
| 121          | 8                  | "Fire Island"                | Jennifer Lynch | Ned Martel & Charlie Carver & Our Lady J | 9 tháng 11 năm 2022  | BATS08      | 0.15                     |
| 122          | 9                  | "Requiem 1981/1987 Phần 1"   | Our Lady J     | Our Lady J                               | 16 tháng 11 năm 2022 | BATS09      | 0.28                     |
| 123          | 10                 | "Requiem 1981/1987 Phần 2"   | Jennifer Lynch | Ned Martel & Charlie Carver              | 16 tháng 11 năm 2022 | BATS10      | 0.19                     |

## Sản xuất

### Phát triển
Vào ngày 9 tháng 1 năm 2020, Truyện kinh dị Mỹ được gia hạn thêm 3 mùa nữa. Vào tháng 1 năm 2022, chủ tịch của đài FX, John Landgraf khẳng định rằng mùa thứ 11 sẽ chỉ kể một câu truyện xuyên suốt các dòng thời gian khác nhau, khác với mùa thứ 10, Hai câu chuyện. Vào ngày 29 tháng 9, tựa đề chính thức được tiết lộ là Thành phố New York (NYC) và sẽ công chiếu vào ngày 19 tháng 10 năm 2022. Vào ngày 6 tháng 10 năm 2022, một đoạn teaser được đăng lên các tài khoản mạng xã hội của bộ phim.

### Tuyển vai
Trước khi được công bố chính thức, Billie Lourd, Charlie Carver, Isaac Cole Powell và Sandra Bernhard được bắt gặp trên trường quay. Hơn nữa, Zachary Quinto, Patti LuPone và Joe Mantello được dự tính sẽ xuất hiện trong mùa phim lần này. Vào ngày 30 tháng 8, Denis O'Hare xác nhận sự góp mặt của ông trên mạng xã hội Twitter. Leslie Grossman, Russell Tovey, Rebecca Dayan, Dot Marie Jones, Kal Penn, Gideon Glick và Nico Greetham cũng được dự tính sẽ tham gia vào mùa phim.

### Quay phim
Mùa phim được quay ở New York từ ngày 14 tháng 6 năm 2022.

## Ra mắt
Mùa phim sẽ được công chiếu vào ngày 19 tháng 10 năm 2022. Lần đầu tiên trong lịch sử của bộ phim, 2 tập sẽ được công chiếu mỗi tuần thay vì mỗi tuần 1 tập như trước.

## Tiếp nhận

### Lượt xem trên thuê bao theo yêu cầu
Theo trang Whip Media, Truyện kinh dị Mỹ đứng thứ 5 trong top những bộ phim được mong đợi sẽ trở lại nhất trong tháng 10 năm 2022. Theo trang Reelgood, Truyện kinh dị Mỹ: Thành phố New York đứng thứ 10 trong top những bộ phim có lượt stream nhiều nhất trên mọi nền tảng streaming trong tuần trước ngày 26 tháng 10 năm 2022. Theo trang JustWatch, mùa phim đứng thứ 6 trong top những bộ phim có lượt stream nhiều nhất trên mọi nền tảng streaming tại nước Mỹ trong tuần giữa ngày 31 tháng 10 năm 2022 và ngày 6 tháng 11 năm 2022.

### Đánh giá chuyên môn
Trang Rotten Tomatoes cho mùa phim 83% tỷ lệ tán dương với số điểm trung bình 6.80/10 dựa trên 6 bài đánh giá.

### Giải thưởng
| Year | Association       | Category                                | Nominee(s)                 | Result       | Ref.          |
| ---- | ----------------- | --------------------------------------- | -------------------------- | ------------ | ------------- |
| 2023 | GLAAD Media Award | Outstanding Limited or Anthology Series | American Horror Story: NYC | Chưa công bố | [ 27 ] [ 28 ] |